# Baldegger Restaurantturm
Der Baldegger Restaurantturm ist ein Aussichtsturm auf dem Hundsbuck der Gemeinde Baden im Kanton Aargau.

## Situation
Der im Jahre 1905 aus Mauerziegeln erstellte Turm ist 12 Meter hoch. Der Turm ist ein Teil des Restaurants Baldegg, das 1837 erbaut wurde. 59 Treppen führen zur Aussichtsplattform.
In ca. 15 Minuten führt die Buslinie 5 vom Bahnhof Baden Ost auf die Baldegg. Für den Privatverkehr stehen vor dem Restaurant eine beschränkte Anzahl Parkplätze zur Verfügung.

## Galerie

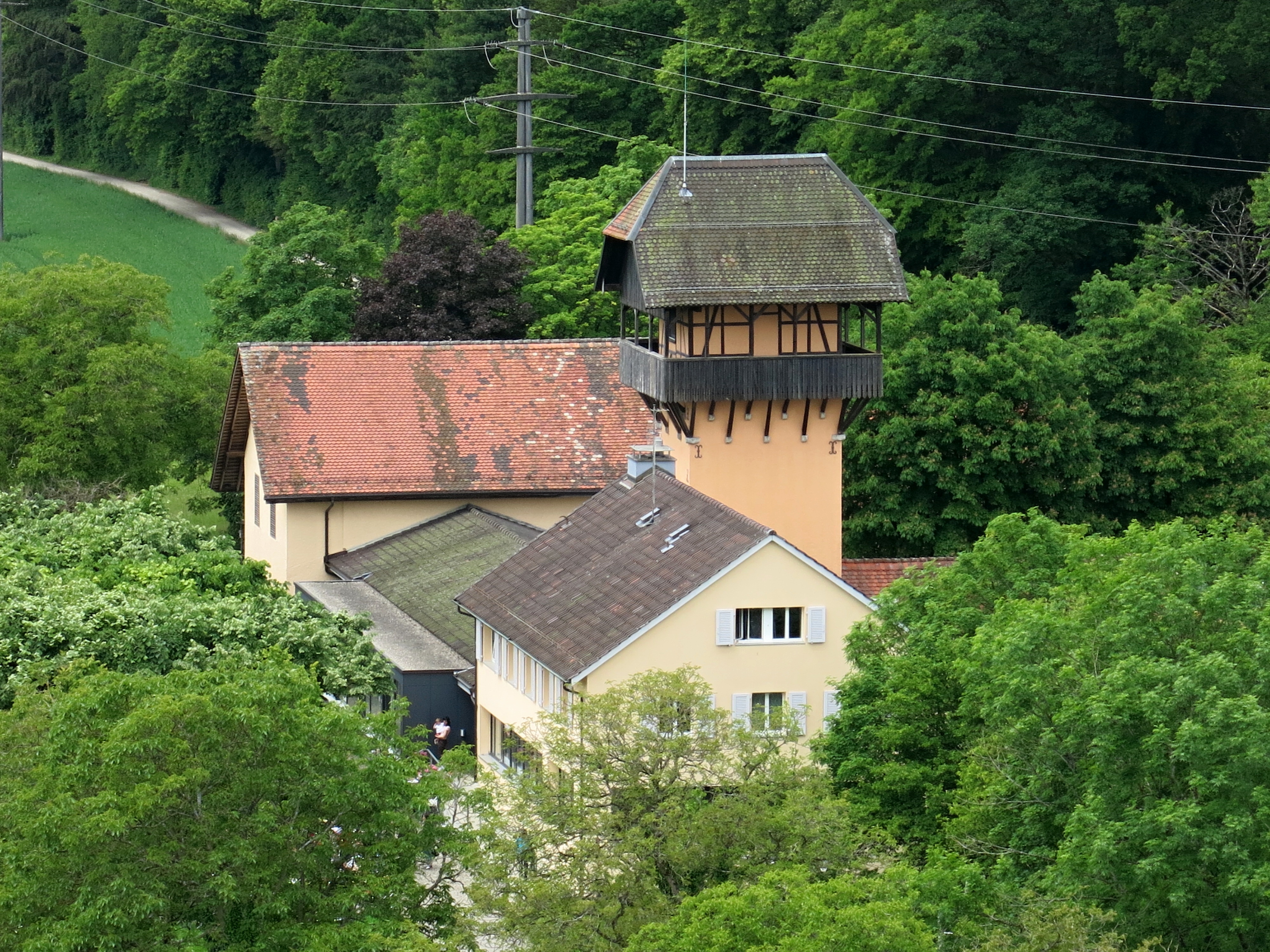
Aussichtsturm
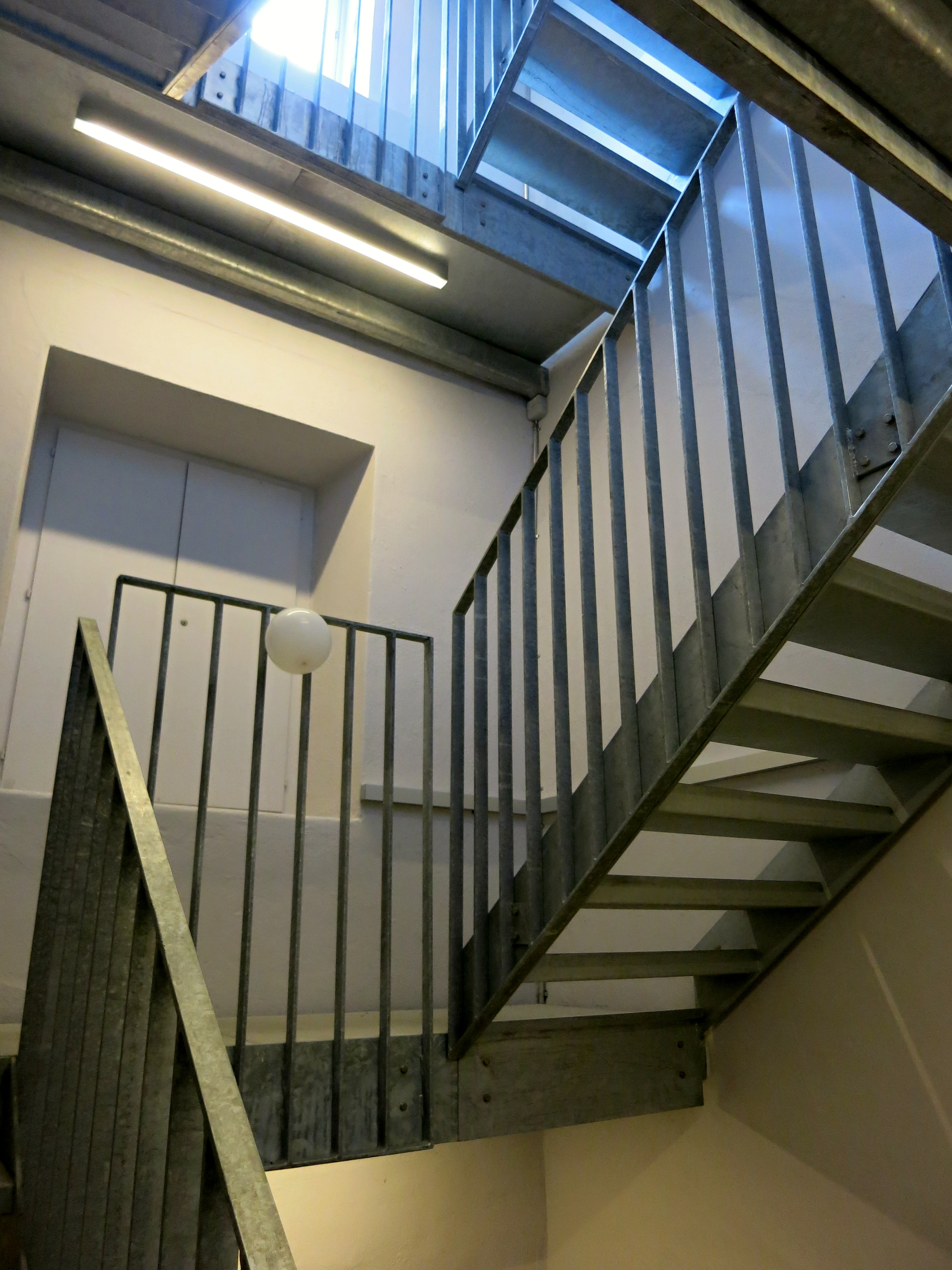
Treppen
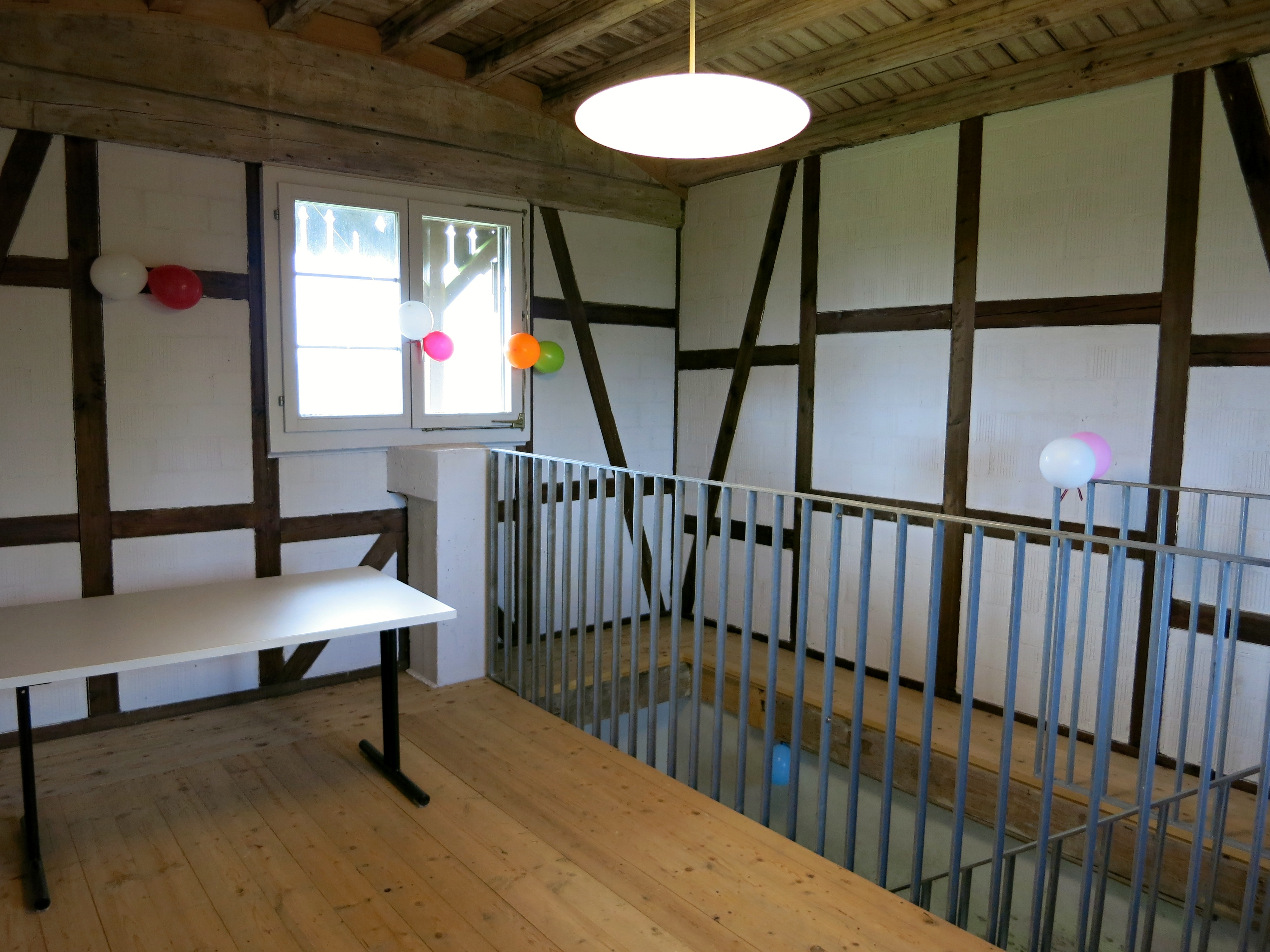
Innere Aussichtsplattform
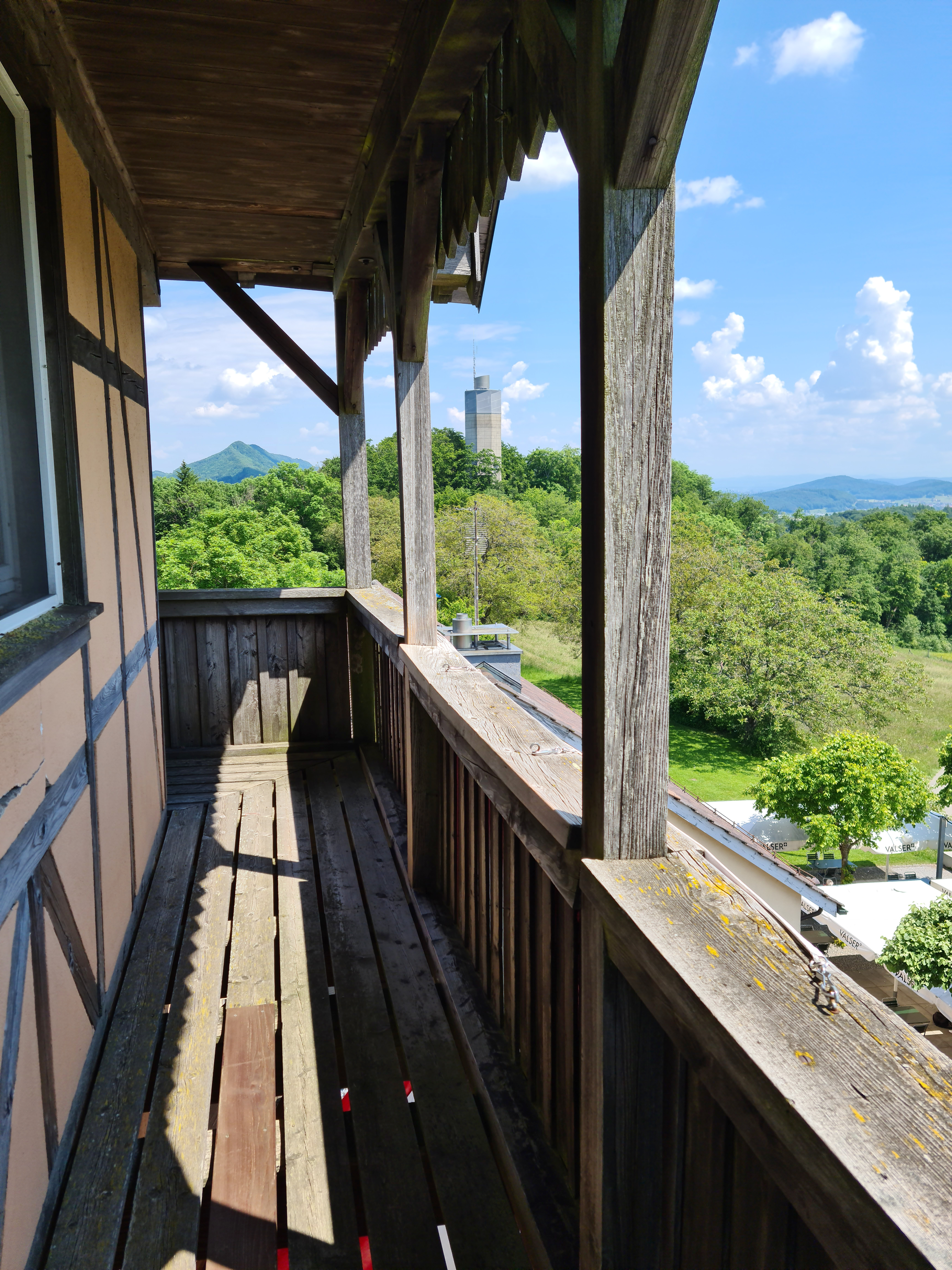
Äussere Aussichtsplattform